# Трофимик, Олег Владимирович
Олег Владимирович Трофимик (24 мая 1971, Калининград, РСФСР, СССР) — советский и российский футболист, защитник.

## Карьера
Воспитанник калининградского футбола. Начинал свою карьеру в «Балтике», однако в её составе закрепиться не сумел, сыграв за неё только 2 матча.
Затем Трофимик выступал за различные коллективы Калининградской области. Участвовал в чемпионатах Польши и Белоруссии.
В 1996 году после вылета из Высшей лиги и расформирования белорусского «Бобруйска», Олег Трофимик вернулся в России, где в течение 8 лет выступал за команды Второго дивизиона: «Салют-ЮКОС» (Белгород), «Волочанин-89» (Вышний Волочек), «Олимпия» (Волгоград), «Северсталь» (Череповец).
Завершил профессиональную карьеру футболиста в 2003 году.

## Достижения
- Бронзовый призёр Второго дивизиона: 1997, 2001 (оба — «Запад»), 2002 («Поволжье»).